# Östra klobbarna
Östra klobbarna är skär i Åland (Finland). De ligger i Skärgårdshavet och i kommunen Saltvik i landskapet Åland, i den sydvästra delen av landet. Öarna ligger omkring 43 kilometer norr om Mariehamn och omkring 270 kilometer väster om Helsingfors.
Arean för den av öarna koordinaterna pekar på är 0,4 hektar och dess största längd är 110 meter i sydväst-nordöstlig riktning. Trakten är glest befolkad. Närmaste större samhälle är Geta, 19,2 km sydväst om Östra klobbarna.